# Protoceratòpsids
Els protoceratòpsids (Protoceratopsidae, "primera cara banyuda", del grec antic) constitueixen una família de dinosaures ceratops. Sembla que estaven estretament emparentats amb els ceratòpsids però eren més petits i primitius. Els protoceratòpsids visqueren al Cretaci superior en el que avui en dia és Àsia.